# Centroglossa nunes-limae
Centroglossa nunes-limae är en orkidéart som beskrevs av Paulo Campos Porto och Alexander Curt Brade. Centroglossa nunes-limae ingår i släktet Centroglossa och familjen orkidéer. Inga underarter finns listade i Catalogue of Life.